# Oberhausen (bei Bad Bergzabern)

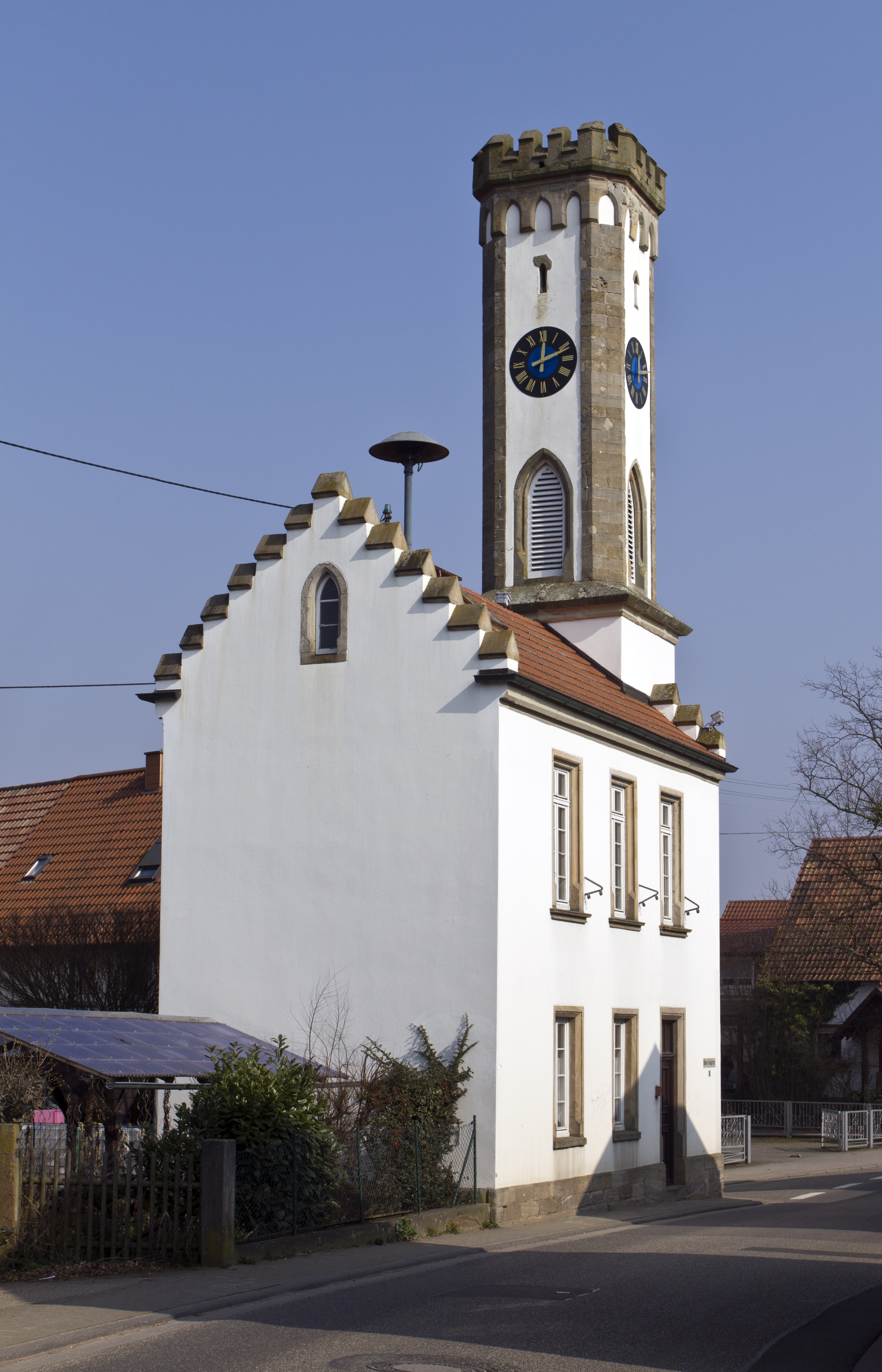
Rathaus, 1874 als Wacht- und Gemeindehaus erbaut

Oberhausen ist eine Ortsgemeinde im Landkreis Südliche Weinstraße in Rheinland-Pfalz. Sie gehört der Verbandsgemeinde Bad Bergzabern an.

## Geographie
Der Weinort liegt zwischen dem Biosphärenreservat Pfälzerwald und dem Rhein.
Zu Oberhausen gehören auch die Wohnplätze Haus Böser und Ölmühle.

## Geschichte
Das Dorf „Oberhausen“ wurde erstmals 1219 urkundlich erwähnt.

## Religion
Ende des Jahres 2013 waren 60,1 Prozent der Einwohner evangelisch und 22,2 Prozent katholisch. Die übrigen gehörten einer anderen Religion an oder waren konfessionslos.

## Politik

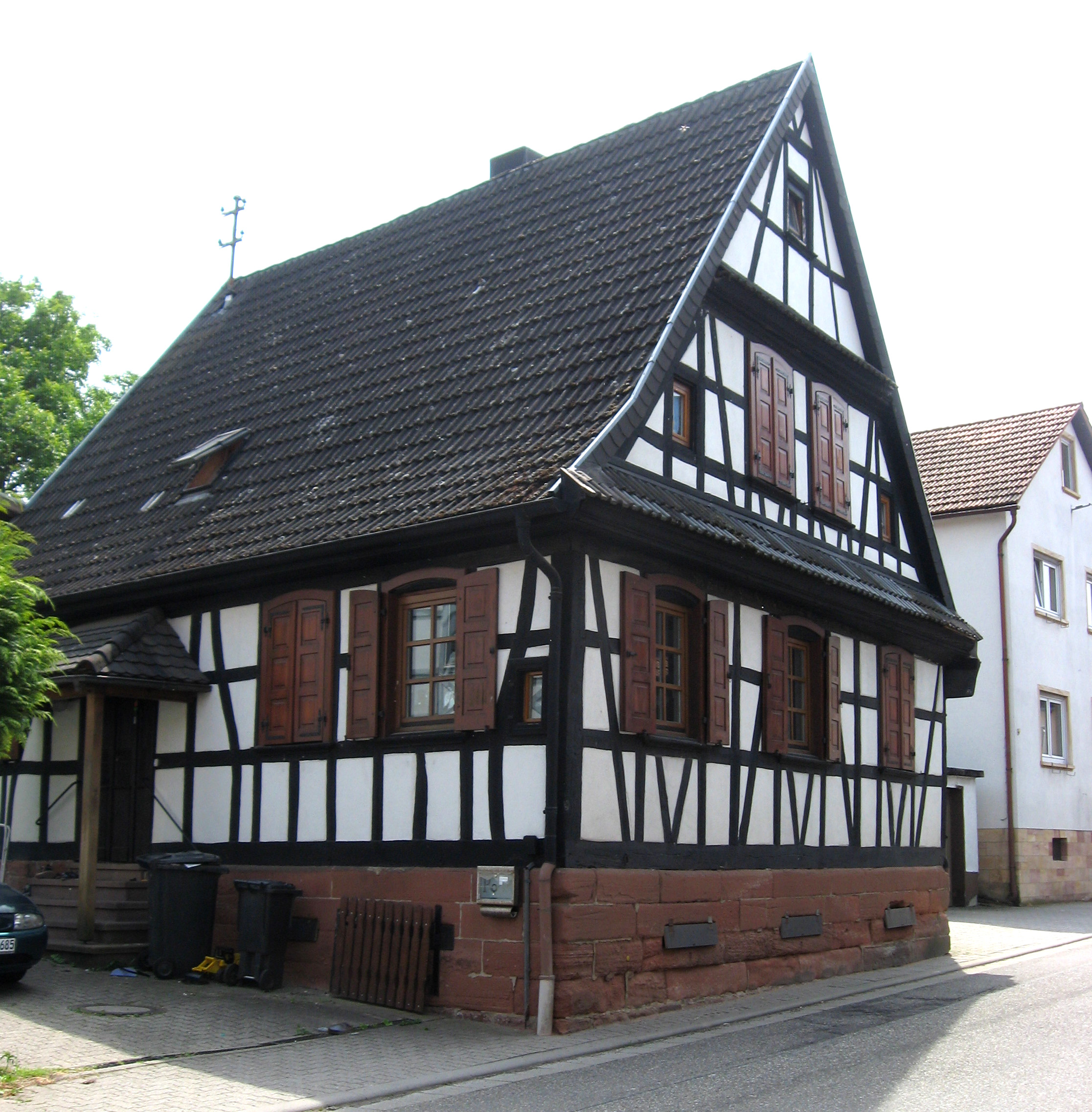
Fachwerk in Oberhausen

### Gemeinderat
Der Gemeinderat in Oberhausen (bei Bad Bergzabern) besteht aus acht Ratsmitgliedern, die bei der Kommunalwahl am 9. Juni 2024 in einer Mehrheitswahl gewählt wurden, und dem ehrenamtlichen Ortsbürgermeister als Vorsitzendem.

### Bürgermeister
Jens Sprenger wurde am 2. Juli 2019 Ortsbürgermeister von Oberhausen (bei Bad Bergzabern). Bei der Direktwahl am 26. Mai 2019 war er mit 83,33 Prozent der Stimmen gewählt worden. Bei der Direktwahl am 9. Juni 2024 wurde er als einziger Bewerber mit 81,9 % für weitere fünf Jahre wiedergewählt.
Seine Vorgängerin Irmgard Schreiber, die das Amt seit Mai 2006 ausgeübt hatte, war 2019 nicht erneut angetreten.

### Wappen
| Wappen von Oberhausen | Blasonierung: „Von Silber und Schwarz gespalten, rechts ein mit einer Zinne und einem rot gedeckten Staffelgiebel versehenes blaues Turmhaus mit Uhr, links unter drei goldenen Kerzen mit roter Flamme 1:2 eine beblätterte goldene Traube.“ |
| Wappen von Oberhausen | Wappenbegründung: Der Rathausturm ist das Wahrzeichen der Gemeinde. Es wurde 1982 von der Bezirksregierung Neustadt genehmigt. |

### Gemeindepartnerschaft
Partnergemeinde Oberhausens ist das französische Furchhausen im Kanton Saverne der Region Grand Est.

## Kultur und Sehenswürdigkeiten

### Regelmäßige Veranstaltungen
Die alljährliche Kerwe findet immer am letzten Wochenende im August statt.

## Verkehr
Oberhausen ist über die Buslinie 547, die die Bahnhöfe Kandel und Bad Bergzabern miteinander verbindet, an das Nahverkehrsnetz angeschlossen.

## Wirtschaft
Im Ort wird Weinbau betrieben. Hier befindet sich die Einzellage Frohnwingert (220,3 ha) als Teil der Großlage Kloster Liebfrauenberg im Weinanbaugebiet Pfalz.

## In Oberhausen geboren
- Friedrich Exter (1714–1787), Numismatiker
- Jakob Sprenger (1884–1945), Politiker (NSDAP), MdR, Reichsstatthalter von Hessen und Oberpräsident der Provinz Hessen-Nassau
- Wilhelm Burmann (1939–2020), Balletttänzer, Ballettmeister und Ballettpädagoge